# Quincy Ford
Quincy Ford (St. Petersburg, 20 gennaio 1993) è un cestista statunitense.

## Palmarès
- Campionato ungherese: 1

Szolnoki Olaj: 2017-18
- Coppa d'Ungheria: 1

Szolnoki Olaj: 2018